# 13292 Hernandezmon
13292 Hernandezmon è un asteroide della fascia principale. Scoperto nel 1998, presenta un'orbita caratterizzata da un semiasse maggiore pari a 2,5233926 au e da un'eccentricità di 0,1209308, inclinata di 5,46248° rispetto all'eclittica.